# Efren Navarro
Efren Navarro (né le 14 mai 1986 à Las Vegas, Nevada, États-Unis) est un voltigeur et joueur de premier but de la Ligue majeure de baseball.

## Carrière
Joueur de l'université du Nevada de Las Vegas, Efren Navarro est repêché en 50e ronde par les Angels de Los Angeles d'Anaheim en 2007.
Il fait ses débuts dans la baseball majeur pour les Angels le 2 septembre 2011. Il dispute 8 matchs des Angels en fin de saison et réussit son premier coup sûr dans les majeures le 28 septembre contre le lanceur Matt Harrison des Rangers du Texas. 
Il passe 2012 et 2013 en ligues mineures, ne jouant que 4 matchs avec les Angels au cours de cette dernière saison. 
En 2014, il dispute 64 matchs des Angels comme voltigeur de gauche et premier but. Il maintient une moyenne au bâton de ,245 avec un circuit et 14 points produits. Son premier coup de circuit dans les majeures est réussi aux dépens du lanceur Justin Verlander des Tigers de Détroit le 26 juillet 2014. Alternant encore une fois entre les deux rôles chez les Angels en 2015, Navarro frappe pour ,253 de moyenne au bâton en 54 matchs.
Le 26 janvier 2016, son contrat est acheté par les Orioles de Baltimore. Ceux-ci lui annoncent qu'il sera assigné aux ligues mineures mais il refuse et redevient agent libre le 28 février, puis signe un contrat le 2 mars avec les Mariners de Seattle.